# Iron (canción)
«Iron» —del inglés «hierro»— es una canción del músico y director de videoclips francés Yoann Lemoine, conocido por su nombre artístico Woodkid. Publicada en 2011, integró también un EP que tomó el nombre de la canción y se lanzó ese mismo año. Asimismo fue el sencillo debut de su primer álbum de estudio The Golden Age de 2013. 
Musicalmente aborda temas personales con una visión nostálgica y melancólica respecto del paso de la niñez a la adultez. Woodkid mismo dirigió el video musical de «Iron», en blanco y negro y protagonizado por una serie de modelos, entre ellos la inglesa Agyness Deyn. Musicalmente generó reseñas variadas mayormente positivas por parte de los críticos y medios especializados. En listas musicales no tuvo posiciones significativas y sólo logró figurar en países francófonos, como Francia y la región valona de Bélgica.
La canción integró la banda sonora de las películas Hitchcock y Django Unchained, y se pudo escuchar en el avance del videojuego Assassin's Creed: Revelations. También inspiró una colección de ropa y un desfile de moda de la marca Dior en 2012.

## Producción y difusión
Yoann Lemoine compuso y grabó «Iron» en sus ratos libres, mientras trabajaba como director de videoclips para artistas musicales como Lana del Rey, Katy Perry, Drake y Taylor Swift. Inicialmente la canción fue una excusa para experimentar en la dirección de videos y cortometrajes, y crear obras audiovisuales que fueran más intensas y personales. Para reforzar esta impronta personalista que tendría el proyecto decidió también cantar él mismo. La experiencia fue «una cosa experimental», «casi un chiste» de acuerdo con Lemoine. Pero la consecuente relevancia que logró la canción unas semanas después de su publicación lo convenció de lanzar un EP, y de comenzar la producción de un futuro álbum de estudio debut para iniciar su carrera como músico. También adoptó el nombre Woodkid para firmar sus trabajos discográficos.
El EP aborda temas personales e íntimos del cantante tratados con nostalgia y melancolía. A pesar de que este estilo sombrío ya era habitual en los videos musicales comisionados a Lemoine, este consideró que su disco significó un «nuevo giro en su identidad como artista». En palabras del artista, «Iron» puntualmente significa:

«Temáticamente, es como la sensación final de destrucción que viene luego de haber construido tu personaje respecto a la adultez. Trata sobre cuando terminas caminando por ti mismo. Es el viaje donde los recuerdos se vuelven difusos y empiezas a desarrollar tu propia personalidad».

El EP ha sido catalogado dentro de los géneros musicales new Age, pop y música electrónica, más precisamente también como downtempo, electro. La grabación del mismo se llevó a cabo en Studio Pigalle y en el Studio De La Grande Armée.

## Lanzamiento y repercusiones
El EP homónimo se publicó el 28 de marzo de 2011. En Francia Green United Music comercializó a partir del 1 de julio de 2013 una versión en disco de vinilo de doce pulgadas. En el Reino Unido salió a la venta el 12 de febrero de 2013 a cargo de Universal Records y Island Records.
El rapero estadounidense Kendrick Lamar incluyó un sample de «Iron» en su canción «The Spiteful Chant» de su álbum de 2011 Section.80; si bien Lamar no pidió autorización, el cantante francés se mostró a gusto con el resultado que logró el rapero. El DJ Madeon también utilizó un fragmento del sencillo de Woodkid en su canción «Minimix» de 2012, una pista que se conforma en su totalidad por samples de noventa y tres canciones de distintos artistas.
«Iron» integró la banda sonora de las películas Hitchcock y Django Unchained, y se pudo escuchar en el avance del videojuego Assassin's Creed: Revelations. La letra también inspiró la campaña de otoño/invierno de 2012 de la marca Dior y su desfile de modas A soldier on my own de 2013.

## Video musical

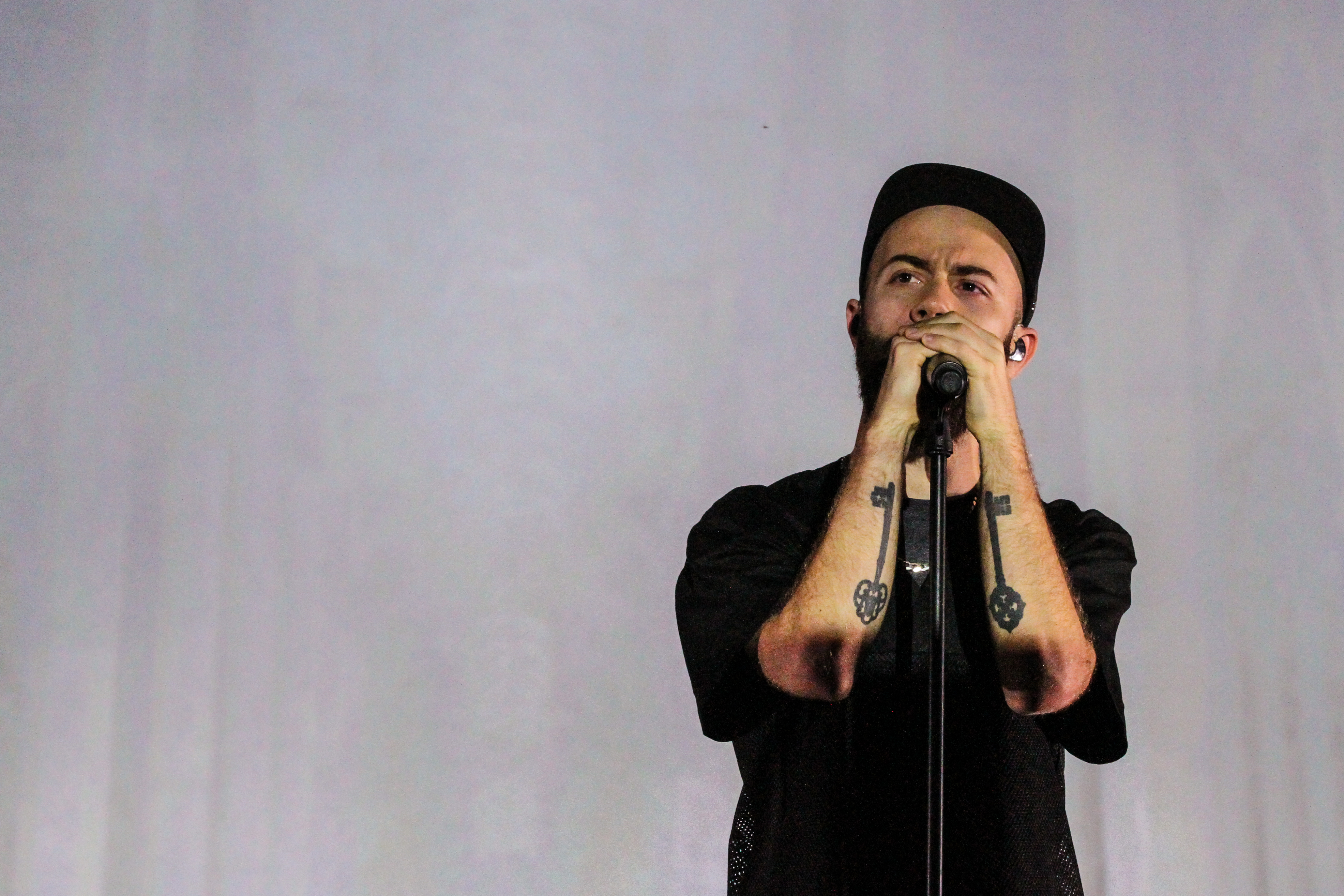
Woodkid en vivo en el Festivale Melt en 2013. Las llaves tatuadas en sus brazos aparecen en el video musical de «Iron».

Woodkid mismo dirigió el video musical mientras que Mourad Belkeddar lo produjo; la cinematografía corrió por cuenta de Mathieu Plainfosse. El mismo cuenta con una paleta de colores reducida a blanco y negro y la composición no presenta fondos; sobre esto Lemoine dijo que intentó crear una escena de «misterio que genere intriga», y que permita la interpretación del espectador: «algunas personas ven un episodio de Juego de Tronos, otras ven una revista de moda, y otras una película psicoanlítica Bergmanesca». De acuerdo con el artista, la intencionalidad detrás de dirigir él mismo el video de su canción es sobre «expresarse de una manera exhaustiva, siendo completo en lo que uno quiere crear». La obra se publicó en la plataforma Youtube en 2011 y para 2013 había cosechado más de 27 000 000 visitas.
Lo protagonizan los modelos Agyness Deyn y Matvey Lykov a quienes acompañan distintos animales, como un búho a Deyn. En el video se muestran repetidas veces una llave en un colgante y en un libro; elemento que Woodkid mostró tener tatuado en sus brazos y representan «su propia madurez», y que luego reapareció en sus siguientes videos.
También se grabó un video musical para el segundo sencillo «Run Boy Run» del álbum debut de Lemoine The Golden Age. Se publicó en Youtube el 21 de mayo de 2013 y es una precuela del video de «Iron».
En mayo de 2014 Woodkid publicó en sus cuentas oficiales de Twitter y Facebook una serie de capturas de pantalla que comparaban el video musical de «Iron» con el de la canción «Dare (La La La)» de Shakira, producido dentro del marco de la Copa Mundial de Fútbol de 2014. El francés señaló que a su juicio había múltiples similitudes y que el video de la cantante poseía varios elementos artísticos y escenas inspiradas en «Iron». Sobre el asunto concluyó «solo sonreiría y me sentiría halagado si esto realmente fuese un video de Shakira y no un comercial para un grupo masivo como Danone», esto último en alusión a la marca de yogur Activia que patrocina el video la cantante.

## Recepción

### Crítica
El sitio web The Wild dijo que la canción es de «de vanguardia (...) llena de romanticismo oscuro e imaginería de guerreros», y que su video es «sorprendente» y con «áire épico»; sobre el EP señaló que el estilo era «crudo y tribal». En esta misma lína se ubicó James Joseph para Stylenoir, quien dijo sobre el video «la visión entera tiene este elemento crudo y primigenio en sí mismo, donde el óxido y la Tierra parecen colisionar en una tormenta de fuego épica. El resultado es una belleza romántica de pasión y coraje (...)». En una nota de PopMatters, Logan Smithson destacó la canción como uno de los mejores momentos de The Golden Age y aseguró «se siente como el emocionante choque culminante de una batalla final».
Cristina Villadóniga de Harper's Bazaar describió su música como «elegante, solemne, emocional y barroca» que, a su criterio, podría fungir como banda sonora de películas y publicidades, y se refirió a los videos de Woodkid como «impactantes». The Line of Best Fit también habló de una pista barroca con influencias de Antony Hegarty en las vocales, mientras que un blog de música de la compañía aérea Air France también señaló una reminiscencia con Hegarty y su banda, Antony and the Johnsons. En materia de influencias, el blog aseguró que había elementos de música folk de Nueva York y comparó la composición de Lemoine con la de otros artistas como Neil Hannon y Bonnie Prince Billy. Para finalizar aseguró que el EP revelaba «un universo de frágil gracia».
La revista Complex Music dijo sobre la estética de videos musicales de los tres sencillos de The Golden Age «Iron», «Run Boy Run» y «I Love You» que eran «monocromos pero sofisticados». Martin Headon para el sitio web especializado británico musicOMH escribió que la canción es un «llamado a las armas», pero reprochó su video musical, que consideró se asemejaba más a un «portfolio de una agencia de modelaje provocadora» que no hacía declaraciones artísticas. Se mostró más crítico sobre su sonido, y afirmó que el protagonismo de los instrumentos de metal se alteró en comparación con otras pistas del álbum, y estos pasaron a sonar como «madera insulsa».

### Posicionamiento en las listas
El sencillo logró figurar en dos listas musicales de países francófonos. Su mejor desempeño lo tuvo en Bélgica; entró en el ranking Ultratop 40 de la región valona el 9 de marzo de 2013 en la posición veintiuno y permaneció allí una semana. En Francia estuvo en la lista de sencillos del Syndicat National de l'Édition Phonographique, debutó en el puesto noventa y cinco el 11 de junio de 2011 y ascendió hasta la posición treinta y cuatro. Salió del chart en mayo de 2014.
| País              | Lista                      | Mejor posición |
| ----------------- | -------------------------- | -------------- |
| Bélgica (Valonia) | Ultratop 40                | 21             |
| Francia           | Lista de sencillos de SNEP | 34             |

## Lista de canciones
Todas las canciones escritas y compuestas por Woodkid (Yoann Lemoine). 
| Iron (EP) |                                   |          |  |
| N.º       | Título                            | Duración |  |
| 1.        | «Iron»                            | 3:07     |  |
| 2.        | «Brooklyn»                        | 3:30     |  |
| 3.        | «Baltimore’S Fireflies»           | 4:07     |  |
| 4.        | «Wasteland»                       | 3:11     |  |
| 5.        | «Iron» (Remezcla de Mystery Jets) | 4:27     |  |
| 6.        | «Iron» (Remezcla de Gucci Vump)   | 5:34     |  |

- Fuentes: Allmusic[1] y Discogs[7]

## Personal del EP
A continuación se enlista el personal involucrado en la creación del EP Iron. De no especificarse la canción indica que el profesional colaboró en todas las pistas del disco.
- Woodkid: artista principal, compositor, productor

| - Arreglos: Gustave Rudman (en «Iron») - Bajo eléctrico: Guillaume Briere (en «Baltimore’s Fireflies») - Guitarra: Ambroise Willaume (en «Brooklyn») - Piano : Ambroise Willaume (en «Brooklyn», «Baltimore’s Fireflies» y «Wasteland») - Trompeta - Laurent Mallet (en «Iron», «Baltimore’s Fireflies» y «Wasteland») - Yohan Chetail (en «Iron», «Baltimore’s Fireflies» y «Wasteland») - Tuba: Fabien Wallerand - Trombón: - Daniel Breszinski (en «Iron» y «Wasteland») - Nicolas Vallade (en «Iron» y «Wasteland») - Trompa: J-M Tavernier (en «Iron», «Baltimore’s Fireflies» y «Wasteland») - Violonchelo: Jeremie Arcache (en «Baltimore’s Fireflies» y «Wasteland») | - Masterización: Chab (en «Brooklyn») - Mezcla: Julien Delfaud - Productores: - Woodkid (en «Iron», «Baltimore’s Fireflies» y «Wasteland») - Ambroise Willaume (en «Brooklyn» y «Wasteland») - Jeremie Arcache (en «Wasteland») - Julien Delfaud - The Shoes (en «Iron») - Ilustración de portada: Stephan Balleux |

- Fuente:Discogs[7]